# Snake Rattle 'n' Roll
Snake Rattle 'n' Roll es un videojuego de plataformas desarrollado por Rare. Fue publicado por Nintendo y lanzado para Nintendo Entertainment System en Norteamérica en julio de 1990 y en Europa el 27 de marzo de 1991. Fue portado a Mega Drive y lanzado por Sega en junio de 1993. El juego presenta dos serpientes, Rattle y Roll, a medida que se abren paso a través de once niveles isométricos 3D. El objetivo es navegar los obstáculos en cada nivel y comer suficientes "Nibbley Pibbleys" para hacer sonar una campana de pesaje ubicada en el nivel, lo que permitirá a las serpientes salir. El juego puede ser jugado por un solo jugador o por dos jugadores simultáneamente.
Snake Rattle 'n' Roll fue desarrollado por los miembros de Rare Tim Stamper y Mark Betteridge, con música compuesta por David Wise, que presentaba música inspirada en "Shake, Rattle and Roll", así como en otros oldies de la década de 1950. Fue bien recibido por varias revistas de videojuegos, y los elogios incluyen entornos y gráficos en 3D bien diseñados, jugabilidad y controles, y desafío. Fue bien recibido por varias revistas de videojuegos, y los elogios incluyen entornos y gráficos en 3D bien diseñados, jugabilidad y controles, y desafío. Un seguimiento para Game Boy, titulado Sneaky Snakes, fue lanzado por Tradewest en 1991. Snake Rattle 'n' Roll ha sido nombrado uno de los mejores juegos lanzados en la NES y uno de los mejores juegos lanzados por Rare. El juego se incluyó más tarde en la compilación de Rare de 2015 Rare Replay para Xbox One.

## Jugabilidad
Snake Rattle 'n' Roll presenta dos serpientes, Rattle y Roll, a medida que avanzan a través de 11 niveles isométricos. El objeto en cada nivel es comer suficientes "Nibbley Pibbleys" (pequeñas criaturas redondas que se encuentran en cada nivel) para ganar el peso suficiente para hacer sonar una campana en la parte superior de una máquina de pesaje ubicada al final del nivel; esto hace que se abra una puerta para el siguiente nivel. Los jugadores maniobran sus serpientes a través del nivel con el teclado de control y son capaces de recoger Nibbley Pibbleys presionando el botón B en el controlador. La longitud de las serpientes aumenta cuando comen; la longitud de las serpientes de los jugadores crece más rápidamente cuando comen Nibbley Pibbleys de su propio color, y crecen más cuando comen amarillas. En cada nivel hay dos dispensadores que arrojan al azar Nibbley Pibbleys; sin embargo, también arrojan bombas que pueden dañar a las serpientes. Cuando una serpiente alcanza una longitud suficientemente larga, la cola comienza a parpadear, lo que significa que la serpiente es lo suficientemente pesada como para salir de ese nivel. En ese momento, deben encontrar y saltar en la báscula para tocar el timbre y abrir la puerta de salida.
Cada nivel contiene varios obstáculos y enemigos que los jugadores deben enfrentar. Los jugadores pierden un segmento de su serpiente si son golpeados por un enemigo, y pierden una vida si su serpiente se queda sin segmentos. Los jugadores también pueden perder una vida si sus serpientes caen demasiado lejos, el temporizador se acaba, sus serpientes tocan un objeto afilado o si son aplastados por un objeto desde arriba. Además, si permanecen en algunos cuerpos de agua durante demasiado tiempo, un tiburón atacará. El juego termina si los jugadores pierden todas sus vidas, pero tienen varias continuaciones en las que pueden reiniciar el juego desde donde lo dejaron. Los jugadores pueden derrotar a los enemigos al golpearlos con sus lenguas o al saltar sobre ellos. Pueden recolectar varios elementos para ayudarlos a lo largo del juego, como elementos que extienden la longitud de las lenguas de las serpientes, vidas extra y continuas, bonificaciones de tiempo, diamantes de invisibilidad y elementos que aceleran o invierten la dirección de las serpientes. A lo largo del juego están las tapas (en forma de tapas de pozo) en las que los jugadores pueden abrir para descubrir Nibbly Pibbleys, objetos y vidas extra, entradas a niveles de bonificación y, a veces, enemigos. También se encuentran en el juego urdimbres ocultas que permiten a los jugadores saltar varios niveles y reiniciar en un punto posterior del juego.

## Desarrollo
Snake Rattle 'n' Roll fue desarrollado principalmente por los empleados de Rare Tim Stamper y Mark Betteridge. Stamper trabajó en los gráficos y conceptos del juego, mientras que Betteridge trabajó en el programa del juego. La mayoría de las ideas detrás del juego provino de Betteridge, quien se desafió a sí mismo a obtener el tamaño de archivo más pequeño posible para un juego NES. Según el miembro de Rare Brendan Gunn, Betteridge descubrió cómo desarrollar fondos baratos que ocupaban poco espacio. Después de pensar qué y cómo mover objetos en tales fondos, se le ocurrió la idea de una serpiente. Gran parte del juego deriva de otro videojuego isométrico Marble Madness, del cual Rare publicó la versión NES en 1989. También usarían el mismo tipo de desplazamiento de alta velocidad que se usó en el puerto NES de Marble Madness, que, según una descripción general de Rint de Nintendo Power, "muchos dijeron que no se podía hacer en la NES". El futuro Director Creativo de Rare, Gregg Mayles, comenzó con la compañía de pruebas de juego Snake Rattle 'n' Roll. Recuerda que quedó impresionado con el desarrollo de los controles por parte de Betteridge, que dijo que "se sintió muy receptivo".
La banda sonora del juego, que consiste predominantemente en melodías de doce compases en el estilo rock and roll de la canción "Shake, Rattle and Roll" de 1954, cuyo nombre es el título del juego es una parodia, fue compuesta por David Wise. También compondría música de Wizards and Warriors, Battletoads, y la serie Donkey Kong Country. Según el sitio web GamesRadar, las composiciones del juego giraban en torno a la era de la década de 1950 "viejos, tan viejos que ya ni siquiera se reproducen en la radio". Un efecto de sonido, jugado cuando una serpiente aterriza en el agua y es perseguido por un tiburón hasta que vuelve a aterrizar, cita el tema de dos notas de John Williams de la película Jaws de 1975.
Fue publicado por primera vez por Nintendo y lanzado para Nintendo Entertainment System en Norteamérica en julio de 1990 y en Europa el 27 de marzo de 1991. Más tarde, Rare trasladaría el juego a Mega Drive, una versión que fue lanzada solo en Europa por Sega en 1993; este puerto contó con un nivel final adicional sobre los 11 niveles en la versión NES. En esa versión, las serpientes llegan al espacio, pero un meteorito se estrella contra su nave espacial, lo que hace que se estrellen en otro planetoide, que sirve en el nivel 12. Después de completar el nivel, el final muestra a las serpientes en una nueva nave espacial que regresa a casa. Aunque este juego nunca se lanzó para Game Boy, en el nivel 7 de la versión NES, el paisaje explica "NINTENDO GAME BOY".

## Recepción
Snake Rattle 'n' Roll recibió su primera cobertura previa en enero de 1990 en la revista Nintendo Power. La vista previa dijo que el juego "desafía la descripción" y que atraería a las personas que han disfrutado de juegos como Q*bert y Adventures of Lolo.  El juego se presentaría en la edición de la revista de septiembre a octubre de 1990, que presentó un recorrido por los primeros tres niveles del juego. También apareció en la revista británica Mean Machines, donde recibió grandes elogios de los editores Matt Regan y Julian Rignall. Regan elogió el entorno 3D del juego, la jugabilidad divertida y el nivel de humor, como lo señalan los objetos extraños, como los asientos del inodoro. Rignall dijo que los gráficos del juego eran "impresionantes, con fondos 3D con perspectiva forzada de desplazamiento bellamente dibujados y algunos sprites geniales"; También elogió la jugabilidad del juego y los controles simples, la dificultad desafiante y el factor de diversión en general. En general, dijeron que Snake Rattle 'n' Roll era "uno de los juegos más originales que se han visto en años" y que era "un firme favorito aquí en las oficinas de MEAN MACHINES".
El juego recibió más críticas y elogios en otras revistas de videojuegos en 1991. La revista alemana Video Games llamó a Snake Rattle 'n' Roll "un juego original y pintoresco" que incluye gráficos de alta calidad. El crítico elogió las animaciones en los personajes, especialmente después de que las serpientes comieron Nibbly Pibbleys, y disfrutó del modo simultáneo para dos jugadores; sin embargo, dijo que el juego carecía de variedad, aunque la jugabilidad y el desafío se mantuvieron consistentes a lo largo del juego. Otra revista alemana, Power Play, hizo una revisión similar, y comparó el juego con el título de Rare de 1988 R.C. Pro-Am en jugabilidad. La revista estadounidense de videojuegos Game Players otorgó a Snake Rattle 'n' Roll el "Game Player's NES Excellence Award" para 1990 como uno de los mejores juegos lanzados para la NES ese año.
Nintendo Power revisó Snake Rattle 'n' Roll como parte de una descripción general de los juegos de NES que, según la revista, se pasaron por alto o no se vendieron bien. Su principal crítica fue que los personajes principales no eran reconocibles para nadie, lo que daba al juego una falta de visibilidad entre los consumidores. De lo contrario, elogiaron el juego por sus controles precisos y por su combinación de rompecabezas y elementos de acción.
Snake Rattle 'n' Roll recibió algunos años de cobertura retrospectiva después de su lanzamiento. IGN clasificó el juego en el puesto 32 en su lista de "Los 100 mejores juegos de NES", y lo calificó como "otro de los excelentes esfuerzos de Rare antes de la second-party en la NES", así como "Marble Madness se convirtió en un juego de plataformas". El editor ejecutivo Craig Harris también notó el alto nivel de dificultad del juego y su excelente banda sonora. La revista británica Retro Gamer revisó el juego en su edición de agosto de 2006, calificándolo de uno de los mejores juegos isométricos de la NES y "un juego esencial de NES". Los dos personajes principales del juego serían nombrados "Héroe del mes" en la edición de febrero de 2007 de la revista. En una retrospectiva del 25 aniversario de Rare en diciembre de 2010, la misma revista calificó el juego como "un excelente juego de plataformas" y fue uno de los juegos que deseaban lanzar en Kinect; La revista vio un prototipo de Marble Madness en Kinect y quería ver el esquema de control en ese juego implementado en una nueva versión de Snake Rattle 'n' Roll. El juego también ocupó el puesto número 23 en una encuesta de lectores de los 25 mejores juegos creados por Rare. La revista británica Retro Gamer cubrió a Snake Rattle 'n' Roll como parte de su retrospectiva sobre los videojuegos isométricos, diciendo que el juego "fusionó brillantemente la naturaleza poco convencional de juegos como Head Over Heels con los populares juegos de acción isométrica/rompecabezas basados en movimientos como Marble Madness y Spindizzy". También se incluyó en el libro Retro de Games TM, donde fue considerado como uno de los juegos más desconocidos en la biblioteca de NES. La retrospectiva elogió mucho sus imágenes y paisajes, además de tener un "humor peculiar" y un "encanto único". Concluyó diciendo que Snake Rattle 'n' Roll se distingue de otros títulos de NES, al igual que otros títulos de Rare como Cobra Triangle y R.C. Pro-Am.
Debido a la propiedad actual de Rare por parte de Microsoft, es poco probable que se lance un juego para la Consola Virtual. Snake Rattle 'n' Roll, junto con otros títulos de NES de Rare, aparecen en la compilación de Xbox One, Rare Replay.

## Secuela
En el final de Snake Rattle 'n' Roll, el juego alude a una secuela titulada Snakes in Space, pero el juego nunca se lanzó. Sin embargo, Rare desarrolló un seguimiento en Game Boy titulado Sneaky Snakes; el juego fue publicado por Tradewest en junio de 1991. El juego cuenta con dos serpientes llamadas Genghis y Atilla que deben salvar a Sonia Snake del Nasty Nibbler. El juego presenta una jugabilidad idéntica a Snake Rattle 'n' Roll pero en un modo de plataforma de desplazamiento lateral 2D en lugar del modo isométrico 3D. Sneaky Snakes recibió calificaciones mediocres de Electronic Gaming Monthly en su edición de julio de 1991. El revisor Steve Harris criticó el juego por sus incómodos controles, falta de originalidad y un "efecto de gravedad cero" al saltar. Ed Semrad dijo que el juego envejeció después de los primeros niveles, y Martin Alessi dijo que si bien es una idea original, también repitió las críticas de los críticos anteriores sobre la repetitividad del juego. El crítico "Sushi-X" calificó el juego de "promedio" y dijo: "Carece del resto de los rasgos positivos que realmente califican a un juego excepcional".